# Hugo Frederik Hjorthøy
Hugo Frederik Hjorthøy (født 9. maj 1741 i Klepp, Jæren, død 29. august 1812 i Sund) var en norsk sognepræst og topograf.

## Embedskarriere
Han fødtes Klep, hvor faderen af samme navn (død 30. januar 1741) var sognepræst. Moderen hed Inger Beata Senrender. Han blev sendt til Bergen, og efter privat undervisning af Johann Sebastian Cammermeyer deponerede han 1760 og tog examen philosophicum 1761, var så nogle år huslærer og tog attestats 1764. Han blev 1765 personel kapellan i Flesberg, blev 1766 ordineret i Christiania, drog 1769 til København og fik ansættelse som orlogspræst på togtet til Algier 1770, der blev ledet af Frederik Christian Kaas, og blev under dette viceprovst på Flåden. I en dagbog (udgivet i Museum 1893, I) giver han en gribende skildring af den elendige tilstand på skibene, hvor dysenteri tog livet af store dele af besætningen, bl.a. de to andre skibspræster.
1771 blev han sognepræst til Skien. Hans hustrus sindssygdom nødede ham til at søge et roligere hjem, og han blev da 1774 forflyttet til Fron i Gudbrandsdalen, hvor han året efter blev provst. 1783 blev han sognepræst til Nykirken i Bergen, som han 1791 mageskiftede med Sunds Sognekald i stadens nærhed. Allerede i Bergen var han begyndt at sløves, og da han på Sund gav sig af med at dyrke de golde myrstrækninger, tiltog hans sløvhed med den økonomiske elendighed, så han i sine sidste år var uden for al virksomhed. Han døde 29. august 1812.

## Topograf
Ved sin Physisk og ekonomisk Beskrivelse over Gulbransdalens Provstie I–II (København 1785-86) fik han stor anseelse som skribent, og den store bog, skrevet under travl embedsvirksomhed dybt inde mellem fjeldene med ringe tilgang af hjælpemidler, røber megen flid og skarp iagttagerevne, men hæver sig ikke over andre samtidige topografiske skildringer. I Gudbrandsdalen hendrog han også autoriteternes opmærksomhed på sig ved oprettelsen af de første kornmagasiner.

## Ægteskaber
Hjorthøy blev gift første gang 3. november 1771 i Norderkov med Bolette Marie Braag (1. maj 1746 i Christiania - 27. januar 1776 i Fron), datter af jernværksejer Lars Braag og Margrethe Andersdatter Mehle, anden gang 1776 (1780?) med hendes søster Maren Braag (døbt 21. maj 1750 - 13. april 1826 i Tysnes). 